# Julia Ducournau
Julia Ducournau (Parigi, 18 novembre 1983) è una regista e sceneggiatrice francese.

## Biografia
Ducournau ha frequentato La Fémis, la Scuola Nazionale francese di Cinema, dove si è diplomata nel 2008, e si è specializzata nel campo della sceneggiatura. Il suo primo cortometraggio, Junior, è stato presentato al Festival di Cannes 2011, mentre il suo primo lungometraggio, Raw - Una cruda verità, è stato presentato cinque anni più tardi alla Settimana internazionale della critica di Cannes, dove ha ricevuto il Premio FIPRESCI. Il suo secondo lungometraggio, Titane, viene presentato in concorso al 74º Festival del cinema di Cannes, dove viene premiato con la Palma d'oro, rendendo la Ducournau la seconda regista donna ad aggiudicarsi il primo premio.

## Filmografia

### Cinema
- Junior – cortometraggio (2011)
- Raw - Una cruda verità (Grave) (2016)
- Titane (2021)
- Alpha (2025)

### Televisione
- Mange – film TV (2012) - co-regia con Virgile Bramly
- Servant – serie TV, episodi 2x01-2x02 (2021)

## Riconoscimenti
- Premio César
  - 2018 – Candidatura alla migliore opera prima per Raw - Una cruda verità
  - 2018 – Candidatura alla miglior regista per Raw - Una cruda verità
  - 2018 – Candidatura alla migliore sceneggiatura originale per Raw - Una cruda verità
- Festival di Cannes
  - 2016 – Premio FIPRESCI per Raw - Una cruda verità
  - 2016 – In concorso per la Caméra d'or per Raw - Una cruda verità
  - 2016 – In concorso per il Gran Premio della Settimana della critica per Raw - Una cruda verità
  - 2016 – In concorso per la Queer Palm per Raw - Una cruda verità
  - 2021 – Palma d'oro per Titane
- Premio Lumière
  - 2018 – Candidatura al miglior primo film per Raw - Una cruda verità
- Premio Magritte
  - 2018 – Miglior film straniero in coproduzione per Raw - Una cruda verità